# Samuel Crell
Samuel Crell (Kreuzburg O.S., 25 maart 1660 - Amsterdam, 12 maart 1747; pseudoniemen: Lucas Mellierus en Artemonius) was een Duits socinianistisch prediker en theologisch schrijver.

## Biografie
De zoon van een socinianistisch prediker studeerde aan het Theologisches Seminar der Remonstranten in Amsterdam. Daarna werkte hij als prediker in kleine socinianistische gemeentes in Brandenburg, Silezië en het langste in Königswalde in de buurt van Frankfurt (Oder). Hij reisde meerdere malen naar Nederland en naar Engeland. In 1727 verhuisde hij naar Amsterdam en werd daar theologisch schrijver. Crell behoort tot de meest belangrijke schrijvers van het Duitse socinianistische catechismus.

## Publicaties
- onder het pseudoniem Lucas Mellierus: Fides primorum Christianorum ex Barnaba, Herma et Clemente Romano illustrata. (Londen, 1697)
- Anoniem: Cogitationum novarum de primo Adamo s. de ratione salutis per illum amissae per hunc recuperatae compendium. (Amsterdam, 1700)
- onder het pseudoniem Artemonius: Initium evangelii S. Joannis Apostoli ex antiquitate ecclesiastica restitutum, ididemque nove ratione illustratum (1726)